# ثمرات الفنون
 ثمرات الفنون  (1875-1908) هي دورية لبنانية باللغة العربية أسسها عبد القادر أفندي القباني في بيروت عام 1875م. كان الأخير من أعضاء جمعية الفنون التي انشأت باسمها مطبعة. في أوائل سني الجريدة كان امتيازها باسم الجمعية ولما لم يطل اجل تلك الجمعية تحولت الحقوق في المطبعة والجريدة الی عبد القادر. اشترك في تحرير الجريدة علی مدی سنيها شخصيات بيروتية عدة منها: الشيخ يوسف الاسير الازهري والشيخ إبراهيم الاحدب وإسماعيل ذهنه بك محاسب جي حكومة لبنان وسامي قصيري واديب وعوني اسحق وسليم عباس الشلفون واسكندر فرج الله طراد والشيخ أحمد حسن طباره والحاج محمد محمود الحبال.